# Четь-Конторка
Четь-Конторка — деревня Тегульдетского района Томской области. Входит в Тегульдетское сельское поселение.

## География
Расположена среди тайги на правом берегу реки Четь на юго-востоке области, в 27 км к югу от села Тегульдет и в 200 км к северо-востоку от Томска. Высота 121 метр над уровнем моря. 

## Население
| 2002 | 2010 | 2012 | 2013 | 2014 | 2015 | 2021 |
| ---- | ---- | ---- | ---- | ---- | ---- | ---- |
| 236  | ↘183 | ↘178 | ↗181 | ↘177 | →177 | ↘130 |

## Социальная и экономическая сфера
Четь-Конторская основная общеобразовательная школа.
Деревня связана с районным центром Тегульдет автодорогой через Покровский Яр. Имеется автобусное сообщение с райцентром.

## История и туризм
Через месторасположение села Четь-Конторка проходил исторический Сусловский тракт, соединяющий Томское Причулымье и Транссибирскую магистраль. 3 и 5 км севернее, на Сусловском тракте расположено было спецпоселение Четь-Пески, в котором с 1937 года проживало ссыльное население и занималось лесозаготовками.